# Tinospora nudiflora
Tinospora nudiflora är en tvåhjärtbladig växtart som först beskrevs av William Griffiths, och fick sitt nu gällande namn av S. Kurz. Tinospora nudiflora ingår i släktet Tinospora och familjen Menispermaceae. Inga underarter finns listade i Catalogue of Life.